# Gloriosa baudii
Gloriosa baudii är en tidlöseväxtart som först beskrevs av Achille Terracciano, och fick sitt nu gällande namn av Emilio Chiovenda. Gloriosa baudii ingår i släktet Gloriosa och familjen tidlöseväxter. Inga underarter finns listade i Catalogue of Life.